# Draper (cráter)
Draper es un pequeño cráter de impacto lunar situado en la parte sur del Mare Imbrium. Se trata de una formación circular con forma de copa, con un pequeño cráter invadiendo el noreste de su brocal. Al norte-noreste aparece el cráter Pytheas, y al sur se encuentran los Montes Carpatus. Justo al sureste del cráter se halla el cráter un poco más pequeño identificado como Draper C. El cráter debe su nombre al astrónomo aficionado estadounidense del siglo XIX Henry Draper.
|  |

## Cráteres satélite
Por convención estos elementos son identificados en los mapas lunares poniendo la letra en el lado del punto medio del cráter que está más cerca de Draper.
|        | \| Draper \| Coordenadas \| Diámetro \| \| ------ \| ----------------------------- \| -------- \| \| A \| 17°54′N 23°24′O / 17.9, -23.4 \| 4 km \| \| C \| 17°06′N 21°30′O / 17.1, -21.5 \| 8 km \| |          |
| Draper | Coordenadas | Diámetro |
| A      | 17°54′N 23°24′O / 17.9, -23.4 | 4 km     |
| C      | 17°06′N 21°30′O / 17.1, -21.5 | 8 km     |